# Commander Keen - Episode Two: The Earth Explodes
 (mai 2019).
Si vous disposez d'ouvrages ou d'articles de référence ou si vous connaissez des sites web de qualité traitant du thème abordé ici, merci de compléter l'article en donnant les références utiles à sa vérifiabilité et en les liant à la section « Notes et références ».
Commander Keen - Episode Two: The Earth Explodes est un jeu vidéo de plate-forme sorti en 1990 et fonctionne sur DOS, il est le second épisode de la trilogie Invasion of the Vorticons, de la série Commander Keen. Développé par Id Software et édité par Apogee Software et Activision, le jeu a été conçu par John Carmack et Tom Hall.

## Trame
À la fin du précédent épisode, Billy, le héros, découvre que la terre est menacée par les Vorticons, un peuple extra-terrestre ; dans The Earth Explodes, Billy se retransforme en Commander Keen et part désactiver les canons Vorticons, pointés vers la terre.
Il partira ensuite, dans le troisième épisode, Keen Must Die! à la recherche du Grand Intellect, responsable de l'attaque de la Terre par les Vorticons.